# Danmarks Næste Topmodel (mùa 5)
Mùa thứ năm của Danmarks Næste Topmodel. Chương trình phát sóng vào 25 tháng 9 năm 2014.
Điểm đến quốc tế của mùa này là Luân Đôn cho top 6.
Người thắng cuộc trong mùa này là Sarah Kildevæld-Madsen, 17 tuổi từ Østbirk. Cô đã nhận được các giải thưởng của mình là: 1 hợp đồng người mẫu với Unique Models và lên ảnh bìa tạp chí cùng 6 trang biên tập cho Cover.
Năm sau, em trai của cô, Daniel là quán quân của mùa sau.

## Các thí sinh
(Tuổi tính từ ngày dự thi)
| Thí sinh               | Tuổi | Chiều cao               | Quê quán   | Bị loại ở | Hạng         |
| ---------------------- | ---- | ----------------------- | ---------- | --------- | ------------ |
| Michelle Desideriussen | 18   | 1,72 m (5 ft 7+1⁄2 in)  | Copenhagen | Tập 2     | 13 (bỏ cuộc) |
| Mirah Davidsen         | 15   | 1,81 m (5 ft 11+1⁄2 in) | Randers    | Tập 3     | 12           |
| Lund Larsen            | 15   | 1,80 m (5 ft 11 in)     | Greve      | Tập 4     | 11–10        |
| Mille Mørck            | 17   | 1,75 m (5 ft 9 in)      | Hellerup   | Tập 4     | 11–10        |
| Ceelin Aila            | 15   | 1,81 m (5 ft 11+1⁄2 in) | Herlev     | Tập 5     | 9            |
| Danielle Svendsen      | 20   | 1,77 m (5 ft 9+1⁄2 in)  | Odense     | Tập 6     | 8            |
| Cristine Pedersen      | 15   | 1,74 m (5 ft 8+1⁄2 in)  | Randers    | Tập 7     | 7            |
| Mollie Edelved         | 15   | 1,79 m (5 ft 10+1⁄2 in) | Holbaek    | Tập 8     | 6            |
| Louie Simmersholm      | 18   | 1,78 m (5 ft 10 in)     | Vemmedrup  | Tập 9     | 5–4          |
| Mini Obling            | 15   | 1,72 m (5 ft 7+1⁄2 in)  | Fredericia | Tập 9     | 5–4          |
| Sally Nielsen          | 15   | 1,81 m (5 ft 11+1⁄2 in) | Naestved   | Tập 10    | 3            |
| Lu Jørgensen           | 15   | 1,81 m (5 ft 11+1⁄2 in) | Roskilde   | Tập 10    | 2            |
| Sarah Kildevæld-Madsen | 17   | 1,83 m (6 ft 0 in)      | Østbirk    | Tập 10    | 1            |

## Các tập

### Tập 1
Khởi chiếu: 25 tháng 9 năm 2014
20 thí sinh bán kết được đưa tới phòng đánh giá để bắt đầu cuộc thi. Họ đã được gặp ban giám khảo cùng với giám khảo khách mời là Camilla Vest và đã có một buổi phỏng vấn với họ. Sau khi tất cả đã phỏng vấn xong, ban giám khảo đã quyết định sẽ chia tay 4 cô gái ra khỏi cuộc thi.
Ngày hôm sau, 16 thí sinh còn lại đã có buổi chụp hình đầu tiên trong trang phục nữ sinh. Vào buổi đánh giá đầu tiên, 13 cô gái đã được chọn và sẽ bước vào cuộc thi nhưng với Mille thì cô chính là người có tấm ảnh đẹp nhất tuần.
- Nhiếp ảnh gia: Sean McMenomy
- Khách mời đặc biệt: Camilla West

### Tập 2
Khởi chiếu: 2 tháng 10 năm 2014
13 cô gái được di chuyển tới căn hộ của mình và ngay sau đó, Caroline đã nêu nội quy trong căn hộ cho các cô gái. Ngày hôm sau, họ được đưa tới tiệm salon Schwarzkopf của Gun-Britt Coiffure cho diện mạo mới của mình.
Ngày tiếp theo, họ được đưa tới cảng Copenhagen cho buổi chụp hình tiếp theo quảng cáo cho xe Renault Twingo, họ sẽ hóa thân thành những cô gái đang đi dã ngoại trong khi phải tạo dáng theo nhóm. Vào buổi đánh giá ngày hôm sau, Sally là người có tấm ảnh đẹp nhất tuần nên cô sẽ xuất hiện trong chiến dịch quảng cáo cho Renault Twingo, còn Lund & Michelle rơi vào cuối bảng nhưng ngay sau đó thì Michelle quyết định muốn dừng cuộc thi, kể cả khi Caroline tiết lộ rằng cô cũng sẽ là thí sinh đầu tiên bị loại.
- Nhiếp ảnh gia: Nicky De Silva
- Khách mời đặc biệt: Gun-Britt Coiffure, Oliver Bjerrehuus

### Tập 3
Khởi chiếu: 9 tháng 10 năm 2014
12 cô gái còn lại đã có một buổi nói chuyện với người mẫu Sarah Grünewald tại căn hộ trước khi có thử thách casting cho Schwarzkopf, Cristine, Danielle & Mollie chiến thắng thử thách và sẽ được xuất hiện trong chiến dịch quảng cáo cho Schwarzkopf.
Ngày hôm sau, họ đã có buổi chụp hình tiếp theo hóa thân thành vũ công burlesque trong khi tạo dáng trên ly Martini khổng lồ. Vào buổi đánh giá ngày tiếp theo, Louie là người có tấm ảnh đẹp nhất tuần còn Mirah là thí sinh tiếp theo bị loại.
- Nhiếp ảnh gia: Sune Czajkowski
- Khách mời đặc biệt: Sarah Grünewald

### Tập 4
Khởi chiếu: 16 tháng 10 năm 2014
11 cô gái còn lại đã có buổi học catwalk với Ronny Morgenstjerne & Claudia Sorrentino trước khi có thử thách catwalk theo tín hiệu đèn giao thông tại quảng trường thành phố trước sự chứng kiến của người mẫu Josephine Skriver, Mini chiến thắng thử thách và nhận được nhiều đôi giày đắt tiền.
Ngày hôm sau, họ đã có buổi chụp hình tiếp theo tại một nhà ga cũ và họ phải chuyển động trong phong cách những năm 1960. Vào buổi đánh giá ngày tiếp theo với sự xuất hiện giám khảo khách mời là Josephine Skriver, Sarah là người có tấm ảnh đẹp nhất tuần còn Lund là thí sinh tiếp theo bị loại và ngay sau đó, Mille cũng là thí sinh tiếp theo bị loại.
- Nhiếp ảnh gia: Bjarke Johansen
- Khách mời đặc biệt: Ronny Morgenstjerne, Claudia Sorrentino, Josephine Skriver

### Tập 5
Khởi chiếu: 23 tháng 10 năm 2014
9 cô gái còn lại được Oliver dẫn đi trải nghiệm bay cơ thể bên trong ống thông gió cho thử thách tiếp theo là tạo dáng bên trong ống thông gió, Mollie người chiến thắng thử thách và nhận được 1 chiếc nhẫn từ Von Lotzbeck. Ngày hôm sau, họ được đưa tới khu di tích Esrum Kloster & Møllegård cho buổi chụp hình tiếp theo theo phong cách thời trung cổ, trong khi tạo dáng cùng với ngựa. Vào buổi đánh giá ngày hôm sau, Lu là người có tấm ảnh đẹp nhất tuần còn Ceelin là thí sinh tiếp theo bị loại.
- Nhiếp ảnh gia: Nicky De Silva
- Khách mời đặc biệt: Oliver Bjerrehuus

### Tập 6
Khởi chiếu: 30 tháng 10 năm 2014
8 cô gái còn lại đã có một buổi học trang điểm theo phong cách qua từng thập niên trước khi bước vào thử thách trang điểm theo thập niên trong 10 phút, Mini, Sally & Sarah là 3 người làm tốt nhất nên sẽ bước vào thử thách cuối cùng là buổi chụp hình hóa thân thành người nổi tiếng của thập niên đó, Sarah chiến thắng thử thách và cô sẽ được xuất hiện trong chiến dịch quảng cáo lớn cho Max Factor tròn 100 năm.
Ngày hôm sau, họ được đưa tới một ngôi nhà hoang cho buổi chụp hình tiếp theo hóa thân cặp đôi ma cà rồng với người mẫu nam, trong khi J. Alexander sẽ cố vấn họ. Vào buổi đánh giá ngày tiếp theo, Mini là người có tấm ảnh đẹp nhất tuần còn Danielle là thí sinh tiếp theo bị loại.
- Nhiếp ảnh gia: Sune Czajkowski
- Khách mời đặc biệt: J. Alexander

### Tập 7
Khởi chiếu: 6 tháng 11 năm 2014
7 cô gái còn lại đã có một buổi nói chuyện với người mẫu Emma Leth trước khi có thử thách quay video tự giới thiệu bản thân, Lu chiến thắng thử thách và cô chọn Louie để nhận thưởng cùng cô. Ngày hôm sau, các cô gái đã có một buổi quay video âm nhạc cho ca sĩ Joey Moe, Ready for me now.
Vào buổi đánh giá ngày tiếp theo với sự xuất hiện giám khảo khách mời là Emma Leth, Caroline tiết lộ rằng sau buổi loại trừ này là họ sẽ bay ra nước ngoài, kết quả là Lu là người có màn thể hiện tốt nhất tuần còn Cristine là thí sinh tiếp theo bị loại. Sau khi buổi loại trừ kết thúc, Caroline thông báo rằng là họ sẽ ngay bây giờ được bay tới Luân Đôn.
- Khách mời đặc biệt: Emma Leth, Joey Moe

### Tập 8
Khởi chiếu: 13 tháng 11 năm 2014
6 cô gái còn lại được đưa tới Luân Đôn. Sau đó, họ đã có một buổi nói chuyện với Trinny Woodall trước khi tham gia vào thử thách casting cho 3 nơi: quản lí người mẫu Wilhelmina Models, một nhà thiết kế và một nhiếp ảnh gia. Lu chiến thắng thử thách và nhận được 1 chiếc túi xách Proenza Schouler từ Holly Golightly trị giá 11,500kr. Ngay sau khi bước vào căn hộ mới của mình, các cô gái đã có một bữa tối sang trọng với Caroline để lắng nghe lời khuyên về cách chinh phục trong ngành người mẫu.
Ngày hôm sau, họ đã có buổi chụp hình tiếp theo hóa thân thành cô gái thượng lưu cùng với ông quản gia đang giữ đồ cho họ. Sau khi buổi chụp hình kết thúc, các cô gái đã quay về Copenhagen cho chặng đường còn lại của cuộc thi. Vào buổi đánh giá ngày tiếp theo với sự xuất hiện giám khảo khách mời là Trinny Woodall, Louie là người có tấm ảnh đẹp nhất tuần còn Mollie là thí sinh tiếp theo bị loại. 
- Nhiếp ảnh gia: Alex Petch
- Khách mời đặc biệt: Trinny Woodall, Victoria Rich, Holly Golightly

### Tập 9
Khởi chiếu: 20 tháng 11 năm 2014
5 cô gái còn lại đã có một buổi học từ Camilla Vest về cách cải thiện và cách nhìn đẹp hơn về gương mặt trước khi tham gia vào thử thách chụp ảnh thẻ tự nhiên, Louie chiến thắng thử thách và cô chọn Mini để nhận thưởng là một buổi qua đêm tại khách sạn sang trọng.
Ngày hôm sau, họ đã có buổi chụp hình tiếp theo là ảnh chân dung vẻ đẹp theo 4 mùa khác nhau. Vào buổi đánh giá ngày tiếp theo với sự xuất hiện giám khảo khách mời là Camilla Vest, Mini là thí sinh tiếp theo bị loại còn Louie & Sally rơi vào cuối bảng, Caroline thông báo rằng Sally là người có tấm ảnh đẹp nhất tuần còn Louie sẽ là thí sinh tiếp theo bị loại.
- Nhiếp ảnh gia: Sean McMenomy
- Khách mời đặc biệt: Camilla Vest

### Tập 10
Khởi chiếu: 27 tháng 11 năm 2014
3 cô gái còn lại được nhận video từ người thân của mình từ các cô gái được gặp họ ngay lập tức. Sau đó, họ được đưa tới tiệm đồ lót của Viola Sky để thử đồ cho buổi trình diễn thời trang cuối cùng trước khi có buổi tập luyện catwalk cuối cùng với Ronny Morgenstjerne & Claudia Sorrentino.
Ngày hôm sau, 3 cô gái còn lại đã có buổi chụp hình cuối cùng là ảnh bìa tạp chí Cover. Sau đó, họ đã có một buổi nói chuyện với quán quân mùa trước, Louise. Ngày tiếp theo, họ được tâm sự với Caroline trước khi gặp lại những cô gái bị loại trước đó để bước vào buổi trình diễn thời trang cuối cùng trong phòng đánh giá trong đồ lót của Viola Sky và trong thiết kế của Designers Remix. Sally là người đầu tiên bị loại, Lu trở thành á quân còn Sarah trở thành quán quân thứ năm của Danmarks Næste Topmodel.
- Nhiếp ảnh gia: Rasmus Skousen
- Khách mời đặc biệt: Viola Sky, Ronny Morgenstjerne, Claudia Sorrentino, Malene Malling, Louise Mikkelsen

## Thứ tự gọi tên
| 1  | Mille    | Sally    | Louie           | Louie    | Mollie   | Sarah    | Mini     | Lu     | Sarah | Sarah |  |  |  |  |  |  |  |
| 2  | Michelle | Sarah    | Sarah           | Mollie   | Sarah    | Lu       | Sarah    | Sally  | Lu    | Lu    |  |  |  |  |  |  |  |
| 3  | Sarah    | Mini     | Cristine        | Sally    | Cristine | Louie    | Lu       | Louie  | Sally | Sally |  |  |  |  |  |  |  |
| 4  | Louie    | Lu       | Sally           | Sarah    | Lu       | Mini     | Louie    | Sarah  | Louie |       |  |  |  |  |  |  |  |
| 5  | Lu       | Louie    | Lund            | Cristine | Sally    | Mollie   | Sally    | Mini   | Mini  |       |  |  |  |  |  |  |  |
| 6  | Mollie   | Mirah    | Mini            | Mini     | Danielle | Sally    | Mollie   | Mollie |       |       |  |  |  |  |  |  |  |
| 7  | Mini     | Cristine | Mollie          | Ceelin   | Mini     | Cristine | Cristine |        |       |       |  |  |  |  |  |  |  |
| 8  | Cristine | Mollie   | Lu              | Danielle | Louie    | Danielle |          |        |       |       |  |  |  |  |  |  |  |
| 9  | Lund     | Mille    | Mille           | Lu       | Ceelin   |          |          |        |       |       |  |  |  |  |  |  |  |
| 10 | Danielle | Ceelin   | Ceelin Danielle | Mille    |          |          |          |        |       |       |  |  |  |  |  |  |  |
| 11 | Mirah    | Danielle | Ceelin Danielle | Lund     |          |          |          |        |       |       |  |  |  |  |  |  |  |
| 12 | Sally    | Lund     | Mirah           |          |          |          |          |        |       |       |  |  |  |  |  |  |  |
| 13 | Ceelin   | Michelle |                 |          |          |          |          |        |       |       |  |  |  |  |  |  |  |

     Thí sinh có tấm ảnh đẹp nhất
     Thí sinh bị loại
     Thí sinh dừng cuộc thi
     Thí sinh chiến thắng cuộc thi
- Thứ tự gọi tên chỉ lần lượt từng người an toàn
- Trong tập 2, Michelle dừng cuộc thi khi cô ở cuối bảng với Lund. Caroline thông báo rằng cô đã vốn bị loại bất kể quyết định dừng cuộc thi của cô.

### Buổi chụp hình
- Tập 1: Nữ sinh trung học (casting)
- Tập 2: Chuyến dã ngoại ở thành phố cho Renault Twingo
- Tập 3: Vũ công burlesque trên ly martini khổng lồ
- Tập 4: Ảnh trắng đen chuyển động trong những năm 1960
- Tập 5: Thời trang thời trung cổ với ngựa
- Tập 6: Cặp đôi ma cà rồng
- Tập 7: Video ca nhạc: Ready for me now - Joey Moe
- Tập 8: Cô gái thượng lưu của Luân Đôn
- Tập 9: Ảnh chân dung vẻ đẹp bốn mùa
- Tập 10: Ảnh bìa tạp chí Cover